# Ташлинська сільська рада (Гафурійський район)
Ташли́нська сільська рада (рос. Ташлинский сельский совет) — муніципальне утворення у складі Гафурійського району Башкортостану, Росія. Адміністративний центр — присілок Ташла.

## Населення
Населення — 568 осіб (2019, 730 в 2010, 908 в 2002).

## Склад
До складу поселення входять такі населені пункти:
| Населений пункт         | Населення, осіб (2002) | Населення, осіб (2010) |
| ----------------------- | ---------------------- | ---------------------- |
| Мендім, присілок        | 325                    | 204                    |
| Нова Альдашла, присілок | 4                      | 3                      |
| Новосеменовка, присілок | 3                      | 14                     |
| Суходол, присілок       | 3                      | 2                      |
| Ташла, присілок         | 573                    | 507                    |